# Acacia kettlewelliae
Acacia kettlewelliae är en ärtväxtart som beskrevs av Joseph Henry Maiden. Acacia kettlewelliae ingår i släktet akacior, och familjen ärtväxter. Inga underarter finns listade i Catalogue of Life.